# Каллаган, Томми
То́мми Ка́ллаган (англ. Tommy Callaghan; 6 декабря 1945, Кауденбит, Файф — 25 октября 2024) — шотландский футболист, играл на позиции полузащитника.

## Биография

### Игровая карьера
В течение шести сезонов Каллаган играл за «Данфермлин Атлетик», с которым в 1968 году выиграл Кубок Шотландии, став одним из ключевых игроков той команды. В том же году перешёл в «Селтик», который в те годы возглавлял Джок Стейн, под руководством которого Каллаган играл в «Данфермлин Атлетик». Сумма этого трансфера составила 35 000 фунтов стерлингов, что стало рекордным трансфером того времени в истории клуба. В составе «Селтика» Каллаган сыграл во всех турнирах 264 матча и забил 34 гола. За эти годы «кельты» выиграли 6 чемпионских титулов, 5 Кубков Шотландии и 3 Кубка шотландской лиги.
В 1976 году перешёл в «Клайдбанк», за который играл в течение двух сезонов. Последним клубом для него в карьере стал «Голуэй Роверс», в котором он также был и играющим тренером.

### Смерть
Скончался 25 октября 2024 года в возрасте 79 лет.

## Достижения
«Данфермлин Атлетик»
- Обладатель Кубка Шотландии (1): 1967/68

«Селтик»
- Чемпион Шотландии (6): 1968/69, 1969/70, 1970/71, 1971/72, 1972/73, 1973/74
- Обладатель Кубка Шотландии (5): 1968/69, 1970/71, 1971/72, 1973/74, 1974/75
- Обладатель Кубка шотландской лиги (3): 1968/69, 1969/70, 1974/75